# Lodeña
Lodeña (asturisch Lludeña) ist der Hauptort und Namensgeber von einem der 24 Parroquias in der Gemeinde Piloña der autonomen Region Asturien in Spanien.
Die  55 Einwohner (2011) leben in 10 Dörfern auf einer Fläche von 5,05 km2. Infiesta, die Verwaltungshauptstadt der Gemeinde ist 6,7 km entfernt.

## Sehenswürdigkeiten
- Kirche Nuestra Señora de la Merced
- Torhaus „Torreón“

## Dörfer und Weiler in der Parroquia
- Barbon – 3 Einwohner 2011
- Faidiello – 4 Einwohner 2011
- Llana Coya (La Llanecoya) – 6 Einwohner 2011
- Lodeña – 25 Einwohner 2011  43° 22′ 39″ N, 5° 22′ 44″ W
- Migoya – 1 Einwohner 2011
- El Palacio (El Palaciu) – unbewohnt 2011
- Santa Leocadia (Santa Llocaya) – 2 Einwohner 2011
- Sopeña – 11 Einwohner 2011
- La Torre – 2 Einwohner 2011
- Valdeladuerna – 1 Einwohner 2011